# 常盤橋 (紫川)
常盤橋（ときわばし）は、福岡県北九州市小倉北区の紫川に架かる橋で、日本百名橋に選ばれた。長崎街道や唐津街道、中津街道、秋月街道、門司往還の起・終点でもあった。現在の橋梁は、木橋として日本最大級である。

## 構造
橋桁などの主要部にはコンクリートと同じ強度の西アフリカ産ボンゴシ材、高欄手摺にはチーク材が使われた。自動車が通れない人道橋で、反り橋だがバリアフリーに配慮して傾斜は緩やかになっている。橋の西詰には江戸時代後期の橋脚、東詰には明治時代に設置されていたものを復元した広告塔や伊能忠敬・測量200年記念碑がある。

## 歴史
1611年（慶長16年）、筑前六宿が整備された。細川氏の治世に紫川の東側が東曲輪として開発された際、以前からの城下町であった紫側の西側（西曲輪）との間を結ぶ橋として架設されたとされる。遅くとも1624年（寛永元年）9月までには、橋が架けられた（細川藩日帳）。当初は大橋と呼ばれ、常盤橋と呼ばれるようになったのは1692年（元禄5年）から1694年（元禄7年）に架け替えられてからのことである。
江戸時代の小倉城下で紫川にかかる橋は常盤橋と上流の豊後橋の2ヶ所のみで、武士が多く住む西曲輪と町人が多く住む東曲輪を結ぶ橋として使われた。また、橋の左岸北側にある港と下関を結ぶ船便を利用する、参勤交代やカピタン（オランダ商館長）の一行、出島からの外国文物・産品は常盤橋を通って往来した。1810年（文化7年）1月12日には、伊能忠敬一行が渡ったことが『伊能忠敬測量日記』に登場し、1826年（文政9年）1月15日にはフィリップ・フランツ・フォン・シーボルトが橋の上で測量を行ったことを日記に記録しており、著書『日本』には常盤橋の図録がある。文政年間には橋の補強のために、基礎の木杭を石杭に交換した。明治維新後の1881年（明治14年）に福岡県の直轄管理となり、1889年（明治22年）には鉄橋となったが、上流に勝山橋や紫川橋ができると、その役割は小さくなっていった。
今日の木橋は、1995年（平成7年）3月に北九州市のマイタウン・マイリバー整備事業の一環として、約7億円を費やして建て替えられた。紫川下流に架かる十橋には「海」「石」「太陽」などそれぞれ自然にまつわるテーマがあり、常盤橋は「木の橋」となっている。2004年（平成16年）4月29日には、参勤交代や1728年（享保13年）に長崎から江戸に向かったゾウの行列が再現された。2005年（平成17年）に改修工事が行われ、ボンゴシ材の一部を国産のスギ材に交換した。
年間3-4mmずつ沈降しており、2024年（令和6年）夏に最大の14mmの沈降が確認された。9月に橋桁の破損が見つかり、9月27日19時から「橋梁点検」のため全面通行止めとなった。上流側で橋桁の腐朽が確認されるなど橋梁の老朽化が進んでおり、2025年（令和7年）2月に、北九州市が解体や強度の高い橋への建て替えを検討することとなった。

## ギャラリー

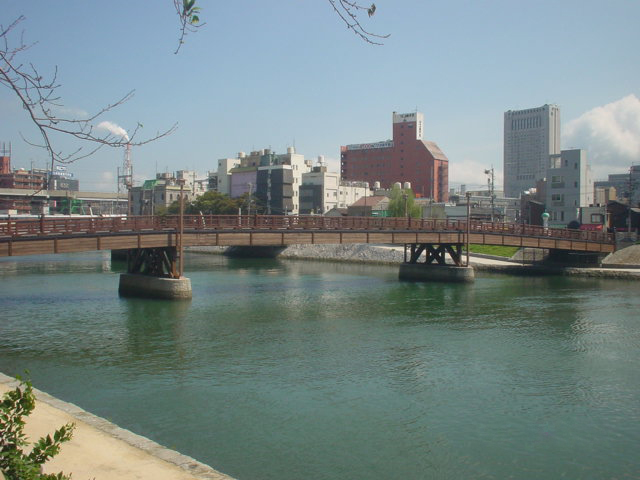
上流側より
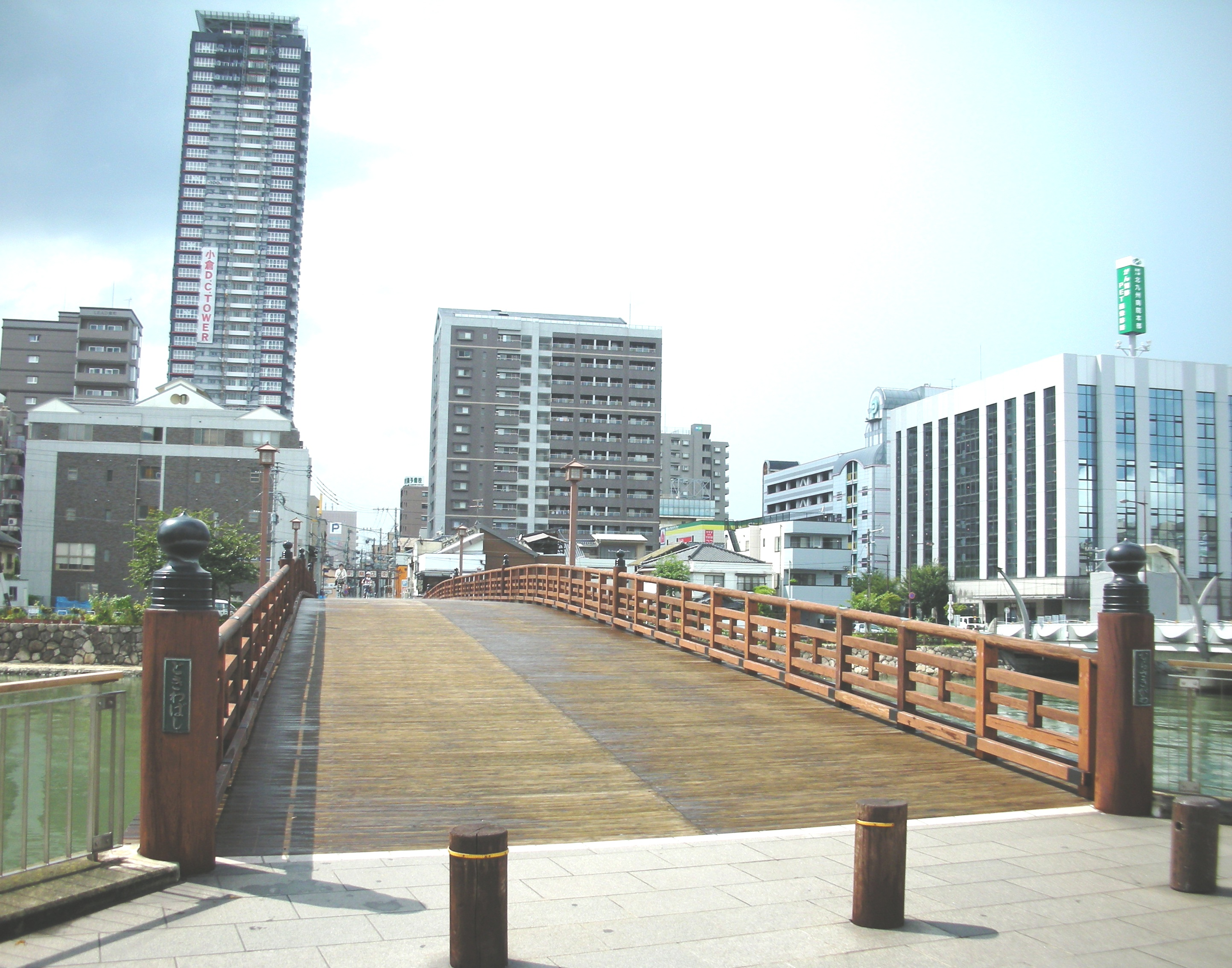
常盤橋と室町の街並み
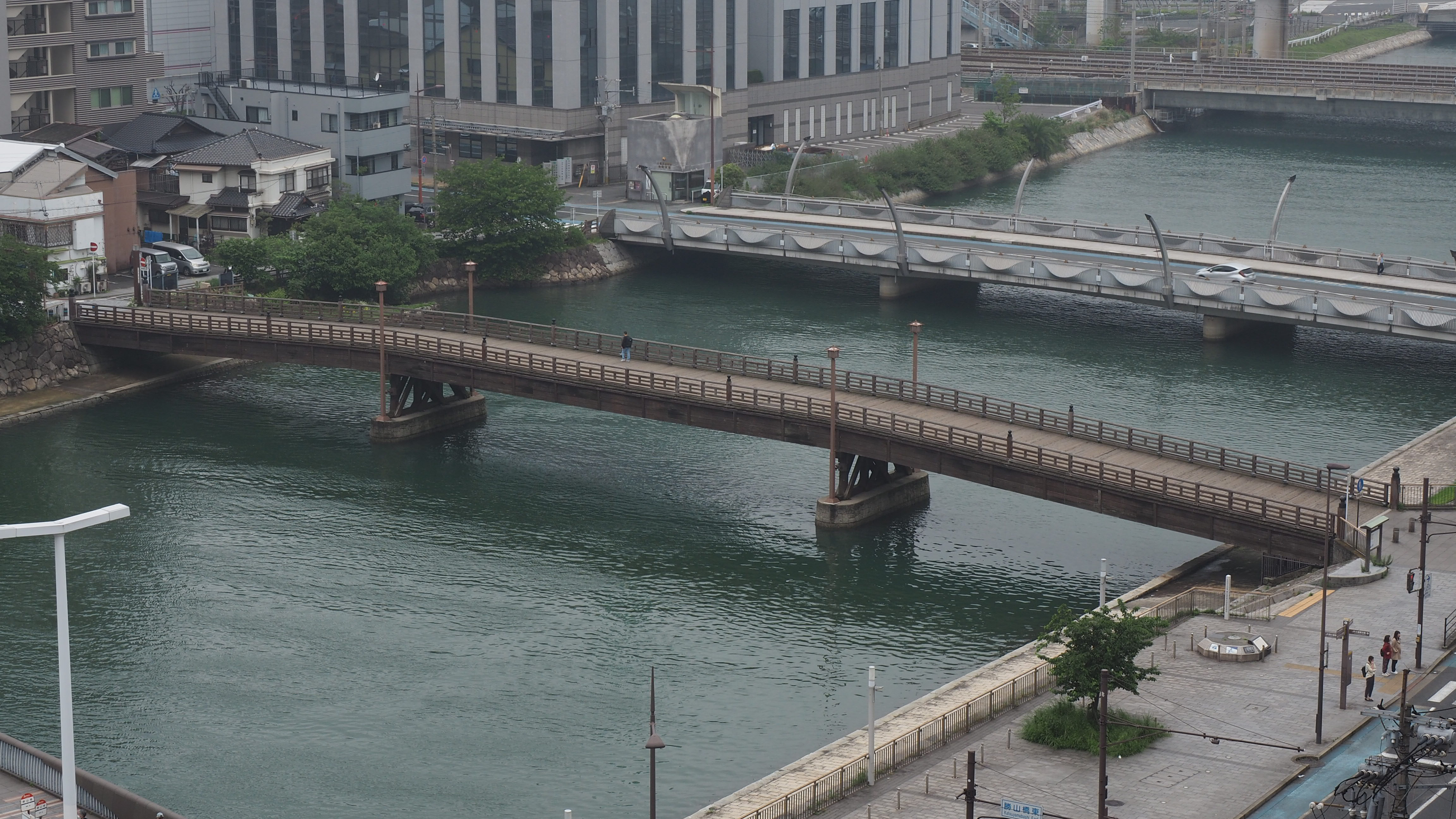
常盤橋俯瞰